# Jacques de Ricaumont
Pour les autres membres de la famille, voir Famille de Mieulet de Ricaumont.
Jacques de Ricaumont (1913-1996), est un écrivain français.
Connu pour ses opinions d'extrême droite, il est le cofondateur du groupe homophile Arcadie, et le fondateur du Cercle Montherlant.

## Biographie

### Origines
Jacques de Mieulet de Ricaumont, né le 8 juillet 1913  à Romans (Deux-Sèvres) et mort le 1er janvier 1996 à Paris, était issu de la famille de Mieulet de Ricaumont, originaire du Languedoc, anoblie en 1684 comme capitoul de Toulouse.

### Parcours
Homme du monde, écrivain, chroniqueur au Figaro, ami personnel de Jean-Marie le Pen et connu pour son engagement politique à l'extrême droite, partisan, comme ses amis, de l’Algérie française, il fréquentait des militants de l'OAS. Proche des milieux monarchistes, son salon parisien où il recevait était réputé.
Écrivain, il a publié un Éloge du snobisme au Mercure de France et La Comtesse de Châteaubriant ou les Effets de la jalousie chez Robert Laffont. Il a collaboré à La Revue des Deux Mondes, à la revue de La Table ronde , à la revue La Parisienne, à la revue Arcadie, au quotidien Combat, au quotidien Le Figaro.
En 1954, il cofonda avec l'ancien séminariste et professeur de philosophie André Baudry et l'écrivain Roger Peyrefitte le groupe homophile Arcadie,.
Il fut le fondateur en 1983 à l'instigation du Front national, du Cercle Montherlant.
Il fut membre de l'Association pour la sauvegarde et l’expansion de la langue française (Asselaf).
En 1987, il fonde (et en préside la première et unique session) le Prix Montherlant de littérature dramatique. Il réunit un jury composé notamment de Silvia Monfort, de Jean-Louis Curtis et Thierry Maulnier de l'Académie française, Philippe Tesson, Jean-Laurent Cochet. Le prix est décerné à Michel Mourlet pour son recueil de pièces la Sanglière, la Mort de Néron, la Méditation au Jardin.
Avec Guy-Louis Duboucheron et Maria-Pia de Savoie présidente de l’Association des amis d’Oscar Wilde , il a créé le prix Oscar-Wilde remis par le Cercle Oscar Wilde. Le premier prix a été attribué en 2000 à Frédéric Mitterrand pour son livre Un jour dans le siècle.

## Ouvrages
- La Comtesse de Chateaubriant ou les Effets de la jalousie (roman), Robert Laffont, 1955.
- Hommage à Arno Breker, Marco-Édition Bonn-Paris 1975, (éd) Joe F. Bodenstein.
- Visites à messieurs les curés de Paris (récit), La Table Ronde, 1981.
- Les Principes (roman), Mercure de France, 1982.
- Le Reniement, Jean-Cyrille Godefroy, 1985.
- Jacques de Ricaumont, Eloge du snobisme, Paris, Mercure de France, 1993 (ISBN 978-2-7152-1800-0, OCLC 28971347).

## Prix
- Prix Broquette-Gonin 1983 pour Les Principes.